# Eethen
Eethen est un village néerlandais de 730 habitants (2006), situé dans la commune d'Altena dans la province du Brabant-Septentrional, dans le Pays de Heusden et d'Altena
De 1923 à 1973, Eethen fut une commune regroupant les anciennes communes de Meeuwen, Drongelen et Genderen. Le 1er janvier 1973, Eethen fusionne avec Veen et Wijk en Aalburg pour former la nouvelle commune d'Aalburg.